# Hanggu
L'arrondissement (ou canton) de Hanggu (hangeul : 항구구역 ; hanja : 港口區域) est l'un des arrondissements (ou cantons) qui constituent la ville nord-coréenne de Nampo (l'autre étant Waudo). Il comprend la partie est de la ville. 

## Divisions administratives
L'arrondissement (ou canton) de Hanggu est composé de quinze quartiers (tong) et de neuf communes (ri).

### Quartiers
- Haean (해안동 ; 海岸洞)
- Handu (한두동 ; 漢頭洞)
- Hanggu (항구동 ; 港口洞)
- Hupo (후포동 ; 後浦洞)
- Kŏnguk-1 (건국1동 ; 建國1洞)
- Kŏnguk-2 (건국2동 ; 建國1洞)
- Munhwa (문화동 ; 文化洞)
- Pisŏk-Bas (하비석동 ; 下碑石洞)
- Pisŏk-Centre (중비석동 ; 中碑石洞)
- Pisŏk-Haut (상비석동 ; 上碑石洞)
- Ryusa (류사동 ; 柳沙洞)
- Sŏnchang (선창동 ; 仙倉洞)
- Taetu-Bas (하대두동 ; 下大頭洞)
- Taetu-Centre (중대두동 ; 中大頭洞)
- Taetu-Haut (상대두동 ; 上大頭洞)
- Yŏkchŏn (역전동 ; 驛前洞)

### Villages
- Chisa (지사리 ; 芝沙里)
- Kalch'ŏn (갈천리 ; 葛川里)
- Kŏmsan (검산리 ; 檢山里)
- ŏho (어호리 ; 漁湖里)
- Sinhung (신흥리 ; 新興里)
- Toji (도지리 ; 島智里)
- Tokhae (덕해리 ; 德海里)
- Tongjŏn (동전리 ; 東箭里)
- Usan (우산리 ; 牛山里)

## Histoire
De 1960 à 1967, le centre de la ville se développe, ainsi que l'est, qui connaît une croissance importante. De 1977 à 1993, c'est l'ouest de la ville qui grandit. Puis, aux alentours de 1995, le développement de la ville reprend vers Hanggu, à l'est.